# Marie-Paule Kieny
Marie-Paule Kieny, née le 24 avril 1955 à Strasbourg, est une virologue, vaccinologiste et experte en santé publique française. Actuellement directrice de recherche à l'Inserm et présidente du conseil d'administration de la Drugs for Neglected Diseases initiative (DNDi), elle est récipiendaire du prix international de l'Inserm 2017.

## Formation
Kieny est née en France le 24 avril 1955. Elle obtient un doctorat en microbiologie en 1980 auprès de l'université de Montpellier, et reçoit son Habilitation à diriger des recherches (HDR) en 1995 auprès de l'université de Strasbourg.
Elle est faite docteur honoris causa par l'université autonome de Barcelone en 2019 pour son engagement pour la santé publique et pour la couverture sanitaire universelle,,,.

## Carrière
Après avoir obtenu son doctorat, Kieny intègre la société Transgene en tant que directrice scientifique adjointe jusqu'en 1988.
Elle intègre l'Inserm et devient pour la première fois directrice de recherche entre 1999 et 2000. Kieny est membre de la European Vaccine Initiative jusqu'en 2010.
De 2002 à 2010, elle est directrice de recherche pour l'Organisation mondiale de la santé et plus particulièrement durant la grippe A (H1N1) de 2009,. Elle est promue directrice générale adjointe et joue un rôle majeur durant l'épidémie de maladie à virus Ebola en Afrique de l'Ouest et l'épidémie de maladie à virus Zika en Amérique,,,,.
Confrontée aux préoccupations de différents acteurs de la santé et à une partie de la population autour de la logistique et de la précocité du nouveau vaccin contre le virus Ebola, elle s'engage personnellement en se faisant administrer le nouveau vaccin pour en démontrer l’innocuité,.
Elle s'implique aussi dans le problème de la résistance aux antibiotiques, supervisant la mise en place de la première liste modèle de l'OMS des médicaments essentiels qui intègre un protocole d'usage des antibiotiques dans le cadre d'une politique de santé mondiale,. Elle fait mettre en place une liste des bactéries résistantes aux antibiotiques sur lesquels la recherche devrait prioritairement se pencher (mais néanmoins moins prioritaire que les tuberculose ultra-résistante (XDR-TB)) comme les souches de Acinetobacter baumannii et de Pseudomonas aeruginosa résistantes au carbapénème,,,.
En 2012, elle est l'une des sept experts en vaccination interviewés par le magazine Wired concernant le futur de la vaccinologie pour les dix prochaines années.
En 2017, elle rejoint le conseil de direction du Human Vaccines Project et est nommée directrice par intérim du Medicines Patent Pool (MPP) et rejoint le Drugs for Neglected Diseases initiative en tant que présidente du Conseil d'Administration,,,,.
Elle a été aussi membre du conseil d'administration de la société BioMérieux et conseillère pour GISAID,,.
En 2020, lors de la pandémie de maladie à coronavirus, elle fait partie du Comité analyse recherche et expertise (CARE), réunissant 12 scientifiques et médecins pour conseiller le gouvernement sur les traitements et les tests contre le SARS-CoV-2.
En janvier 2021, au moment  où le gouvernement français démarre sa campagne de vaccination contre la covid-19, elle intègre le Conseil d’orientation de la stratégie vaccinale présidé par Alain Fischer ,.

## Distinctions
- Docteur honoris causa de l'université autonome de Barcelone (2019)[3]
- Prix international de l'Inserm (2017)[30]
- Prix Génération 2000-Impact Médecin (1994)[31]
- Prix de l'Innovation Rhône-Poulenc (1991)[31]

## Décorations
- Chevalière de la Légion d'honneur (2016)[30]
- Officière de l'ordre national du Mérite (2021[32], chevalière en 2000[31])